# Egidio Capra
Egidio Capra (Lodi, 14 maggio 1914 – Lodi, 29 marzo 1958) è stato un calciatore e allenatore di calcio italiano, di ruolo centrocampista.

## Biografia
Era soprannominato Mao, abbreviazione di Maometto, per il colore olivastro della pelle. Era fratello di Pietro Capra, portiere del Fanfulla nei primi anni trenta.
È scomparso nel marzo 1958 all'età di 43 anni, per le conseguenze di un incidente motociclistico in cui era stato coinvolto nel maggio dell'anno precedente.

## Carriera

### Club
Nato calcisticamente a Lodi, nel Fanfulla, Capra debutta in Prima Divisione nel 1932, mettendo subito in mostra doti al di fuori del comune; giocatore eclettico, ricopre i ruoli sia di centrocampista centrale che di ala.

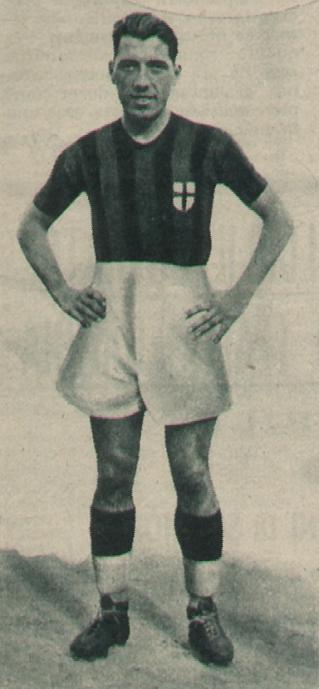
Capra con la maglia del Milan.

Lo nota il Milan, il quale lo acquista nel 1936 per 14.000 lire dopo 122 partite e 54 gol con il Fanfulla, buon bottino per un centrocampista. In maglia rossonera diventa subito un idolo dei tifosi e prende stabilmente il posto sulla fascia destra. Resta al Milan fino al 1939, totalizzando 237 partite e 45 gol in rossonero.
Nel 1939 passa alla Lucchese, dove disputa 2 stagioni in Serie B prima di tornare in Serie A con il Modena nel 1941. Nel 1942 torna in Serie B al Fanfulla, dove resta fino all'anno seguente. Nel Fanfulla gioca il Campionato Alta Italia 1944 e con il Pavia Il Torneo Benefico Lombardo 1944-45.
Dopo la seconda guerra mondiale gioca nuovamente in Serie B con la Cremonese, il Como e il Legnano prima di chiudere la carriera nuovamente al Fanfulla (Serie C).
In tutta la carriera ha disputato 374 partite e realizzato 102 reti (103 presenze e 22 reti in Serie A e 156 presenze e 46 reti in Serie B).

### Nazionale
Chiuso in nazionale da atleti come Biavati, Frossi e Colaussi, riesce comunque a disputare 2 partite con la nazionale maggiore, contro Svizzera e Francia.

## Statistiche

### Cronologia presenze e reti in nazionale
| Cronologia completa delle presenze e delle reti in nazionale ― Italia | Cronologia completa delle presenze e delle reti in nazionale ― Italia | Cronologia completa delle presenze e delle reti in nazionale ― Italia | Cronologia completa delle presenze e delle reti in nazionale ― Italia | Cronologia completa delle presenze e delle reti in nazionale ― Italia | Cronologia completa delle presenze e delle reti in nazionale ― Italia | Cronologia completa delle presenze e delle reti in nazionale ― Italia | Cronologia completa delle presenze e delle reti in nazionale ― Italia |
| Data                                                                  | Città                                                                 | In casa                                                               | Risultato                                                             | Ospiti                                                                | Competizione                                                          | Reti                                                                  | Note                                                                  |
| --------------------------------------------------------------------- | --------------------------------------------------------------------- | --------------------------------------------------------------------- | --------------------------------------------------------------------- | --------------------------------------------------------------------- | --------------------------------------------------------------------- | --------------------------------------------------------------------- | --------------------------------------------------------------------- |
| 31-10-1937                                                            | Ginevra                                                               | Svizzera                                                              | 2 – 2                                                                 | Italia                                                                | Coppa Internazionale 1936-1938                                        | -                                                                     |                                                                       |
| 5-12-1937                                                             | Parigi                                                                | Francia                                                               | 0 – 0                                                                 | Italia                                                                | Amichevole                                                            | -                                                                     |                                                                       |
| Totale                                                                |                                                                       | Presenze                                                              | 2                                                                     |                                                                       | Reti                                                                  | 0                                                                     |                                                                       |

## Palmarès

### Giocatore

#### Competizioni nazionali
- Serie C: 1

Fanfulla: 1948-1949